# Понта Делгада
Понта Делгада (порт. Ponta Delgada) је значајан град у Португалији, смештен у оквиру аутономне покрајине Азорска острва. Град је седиште и највећи град дате покрајине, где чини једну од општина на острву Сан Мигел.

## Природни услови
Град Понта Делгада се налази на Азорским острвима, у средишњем делу Атлантског океана. Од главног града Лисабона град је удаљен око 1.500 километара западно.
Рељеф: Понта Делгада је смештена на острву Сан Мигел, које је највеће у источној скупини Азора. Острво је питомо, махом равничарско и бреговито, па је погодно за живот. Град се сместио на јужној обали средишњег дела острва, око најбоље природне луке на острву.
Клима: Клима у Понта Делгади је изразита средоземна.
Воде: Град Понта Делгада се развио ка прекоморска лука на Атлантском океану. Острвски водотоци су мање значајни.

## Историја
Подручје Понта Делгаде насељено је око 1450. г. То је у почетку било рибарско село, које је уздигнуто у ранг града 1546. г. када је првобитно средиште Азорских острва, град Ангру до Ероисмо, разорио земљотрес.
У 19. веку град је доживео процват, праћен брзом изградњом, посебно јавних зграда и паркова. Овај напредак је настављен и у 20. веку.

## Становништво
По последњих проценама из 2008. г. општина Понта Делгада има око 69 хиљада становника, од чега око 44 хиљаде живи на градском подручју. 
Последњих деценија број становника у граду расте.

## Збирка слика
- Средишњи градски трг
- Градско приобаље
- Саборна Црква св. Севастијана
- Тржни центар